# Икаса Коронель, Хорхе
Хорхе Икаса Коронель (исп. Jorge Icaza Coronel; 10 июня 1906, Кито, Эквадор — 26 мая 1978, Кито, Эквадор) — эквадорский писатель, драматург, общественный деятель, дипломат. Один из самых ярких представителей индихенизма в литературе стран Латинской Америки, предшествовавшего магическому реализму.

## Биография
Когда ему было три года, скончался его отец, Хосе Антонио Икаса Манзо.
После этого в детстве долго жил на гасиенде своего дяди Энрике Коронела в Андах, где познакомился с жизнью коренных народов Эквадора. Близость с туземцами делала его очень чувствительным к этой реальности подчинения и бедности.
Изучал медицину в Центральном университете Эквадора в Кито. Окончил Национальную консерваторию. В молодом возрасте вёл богемный образ жизни. После окончания учёбы выступал в качестве актёра на сцене, написал ряд пьес. Позже, работал чиновником в министерстве финансов.
Был членом Социал-демократической партии Эквадора, выступал за права индейцев.
Хорхе Икаса Коронель — один из основателей Союза писателей и художников Эквадора. Директор эквадорской Национальной библиотеки (1960).
С 1953 года работал атташе по культуре в посольстве Эквадора в Аргентине. В 1973—1976 годах — посол Эквадора в СССР, Польше и ГДР.
Читал лекции по проблемам коренных народов Эквадора во многие учебных заведениях США.
Умер от рака.

## Творчество
Дебютировал как драматург комедиями нравов. В 1928 году написал свою первую пьесу «El Intruso». Как режиссёр и драматург Икаса имел постоянные проблемы с цензурой и представителями католической церкви в своей стране.
После публикации романа «Уасипунго» в 1934 году Хорхе Иказа Коронель достиг международной славы. «Уасипунго» сравнивали с «Гроздьями гнева» Джона Стейнбека и относили к жанру пролетарского романа. Фрагменты романа впервые появились в СССР в 1935 г., где его с энтузиазмом приветствовал советский читатель.
После 1936 г. полностью посвятил себя прозе, автор ряда романов и повестей, пронизанных подчёркнуто жестоким реализмом. Для произведений И. Икаса Коронель характерны напряжённая динамичность, введение разговорного языка индейцев, а также отдельные черты натурализма.
Основная тема творчества — трагическая судьба индейцев и острые социальные конфликты: романы «Уасипунго» («Huasipungo», 1934 год, сокращённый русский перевод 1935 год), «На улицах» («En las calles», 1935 год, русский перевод 1938 год), «Чоло» (1937), «Полжизни в блеске» (1942), «Некий Ромеро и Флорес» («El chulla Romero y Flores», 1958 год, в русском переводе — «Человек из Кито», 1966 год), сборники рассказов «Грязь сьерры» (1933), «Шесть раз умерщвлённый» (1952) и др.
Автор пронизанной глубоким психологизмом автобиографической трилогии «В западне» («Atrapados», 1972 год).

## Избранные произведения
Пьесы
- ¿Cuál es? y Como ellos quieren. Quito, 1931.
- Sin sentido. Quito, 1932.
- Flagelo. Quito, 1936.

Проза
- Huasipungo. Quito, 1934
- En las calles. Quito, 1935.
- Cholos. Quito, 1937.
- Media vida deslumbrados. Quito, 1942.
- Huairapamushcas. Quito, 1948.
- El Chulla Romero y Flores. Quito, 1958.
- En la casa chola. Quito, 1959.
- Barro de la Sierra.
- Seis relatos. Quito, 1952.
- Relatos. Buenos Aires, 1969.
- Atrapados y El juramento. Buenos Aires, 1972.
- Barranca Grande y Mama Pacha, Plaza y Janés, 1981